# Phare de l'Île-d'Entrée
Le phare de l'Île-d'Entrée est une station d'aide à la navigation située sur l'île d'Entrée. Le phare, construit en 1969, est le troisième à avoir été construit sur ce site. il a été cité immeuble patrimonial par Les Îles-de-la-Madeleine en 2006.

## Histoire
Le premier phare de l'île d'Entrée a été construit en 1874, durant une importante période de balisage du golfe du Saint-Laurent par le ministère de la Marine et des Pêches du Canada. Il est détruit par la foudre en 1908 et reconstruit deux ans plus tard. La phare actuel, le troisième, a été construit en 1969. Il a été visité l'année suivante par le premier ministre Pierre Elliott Trudeau. Contrairement au phare précédent, ce dernier fonctionne à l'électricité. Il a été automatisé en 1988.
Il a été cité immeuble patrimonial par la municipalité des Îles-de-la-Madeleine le 17 janvier 2006.